# Örencik, Altınova
Örencik là một xã thuộc huyện Altınova, tỉnh Yalova, Thổ Nhĩ Kỳ. Dân số thời điểm năm 2010 là 127 người.